# قناری آوازخوان آمریکایی
قناری آوازه خوان آمریکایی
این نژاد در سال ۱۹۳۰ میلادی توسط گروهی از بانوان علاقه‌مند به قناری در منطقه ماساچوست ایالت بوستن آمریکا از آمیزش دو نژاد بوردر و رولر به وجود آمد و از لحاظ آواز خوانی از هر دو نژاد مذکور بهتر است به طوری که آهنگ آواز آن از آواز رولر بلندتر و ظرافت آواز آن از آواز بوردر بهتر است. این نژاد از لحاظ شکل ظاهری بیشتر شبیه نژاد رولر است و به علت عملیات اصلاح نژاد انجام شده بر روی این پرنده، پرورش و نگهداری آن ساده‌تر از سایر نژادها است و محبوب‌ترین نژاد در ایالات متحده آمریکا می‌باشد. هردو جنس نر و ماده آن در سن چهارماهگی شروع به آواز خوانی می‌کنند اما آواز آنان ضعیف است و این آوازها معمولاً بعد از سن شش ماهگی کامل و رسا می‌شود. این نژاد به رنگ‌های مختلف: زرد، سبز، سبز تیره، سفید، خاکستری نیلگون، پرتقالی، برنزی و قهوه‌ای دیده می‌شود.

## فهرست منابع
۱. دکتر احسان مقدس(۱۳۹۰): پرورش، نگهداری و بیماری‌های قناری، انتشارات نیلوبرگ، چاپ اول، شهریور ماه ۱۳۹۰، تهران.